# 推定
推定（英語：Presumption）係對於特定事實存在與否不明確時，法律上依一般通常情況加以推論認定。法律條文中常見「推定」一詞，但推定之事實通常難以積極證據加以證明。而依事理之演變推導而出的結果，係為法律上處理事務的便利性而設；因此，如有不同的主張，可提出反證以推翻。與推定相反的概念則是「視為」。

## 外部連結
- 推定、視為、適用、準用、類推適用，傻傻分不清 （页面存档备份，存于）